# We Can Get It On
Singles de Rob & Fab
Keep On Running
(1990)
We can get it on est une chanson enregistrée par Rob & Fab, qui est sortie en 1992.
Ce titre a été distribué seulement aux États-Unis, et il n'a pas été classé au US Billboard Hot 100 du fait de sa mauvaise distribution et du scandale encore trop frais autour du groupe de Milli Vanilli.